# 边沿荚蒾
边沿荚蒾（学名：Viburnum subalpinum var. limitaneum）为忍冬科荚蒾属下的一个变种。